# Нижняя Сочь
Нижняя Сочь — река в России, протекает по территории округа Вуктыл и Троицко-Печорского района Республики Коми. Устье реки находится в 118 км по левому берегу реки Когель. Длина реки составляет 33 км.
Исток реки в болотах в 100 км к северо-востоку от Троицко-Печорска. Река от истока течёт на северо-запад, затем поворачивает на запад. Всё течение проходит в ненаселённой, холмистой тайге. Большая часть течения проходит по Троицко-Печорскому району, в низовьях перетекает в округ Вуктыл. Притоки — Сочъёль (правый), Малая Сочь (левый). Впадает в Когель в 70 км к юго-востоку от Вуктыла.

## Данные водного реестра
По данным государственного водного реестра России относится к Двинско-Печорскому бассейновому округу, водохозяйственный участок реки — Печора от истока до водомерного поста у посёлка Шердино, речной подбассейн реки — Бассейны притоков Печоры до впадения Усы. Речной бассейн реки — Печора.
По данным геоинформационной системы водохозяйственного районирования территории РФ, подготовленной Федеральным агентством водных ресурсов:
- Код водного объекта в государственном водном реестре — 03050100112103000059263
- Код по гидрологической изученности (ГИ) — 103005926
- Код бассейна — 03.05.01.001
- Номер тома по ГИ — 03
- Выпуск по ГИ — 0